# Tinja-Rikka Korpela
Tinja-Riikka Korpela és una portera de futbol amb 69 internacionalitats per Finlàndia des del 2007. Ha jugat dues Eurocopes (2009-2013), on ha estat quartfinalista.
Actualment juga a la Bundeslliga alemanya amb el Bayern Múnic. També ha jugat a les lligues de Finlàndia, Noruega i Suècia, i ha jugat la Lliga de Campions amb tres equips: FC Honka, Tyresö FF i Bayern. Amb el Tyresö va ser subcampiona a la temporada 2013/14.

## Trajectòria
| Temporades   | Lliga             | Club              | P  | G | Actualitzat |
| ------------ | ----------------- | ----------------- | -- | - | ----------- |
|              | D?                | OLS Oulu          |    |   |             |
| 2005         | D1                | Sporting Raisio   |    |   |             |
| 2006 - 2009  | D1                | FC Honka          |    |   |             |
| 2010 - 2011  | D1                | Kolbotn IL        | 27 | 0 |             |
| 2012 - 2013  | D1                | Lillestrøm SK     | 40 | 0 |             |
| 2014         | D1                | Tyresö FF         | 04 | 0 |             |
| 14/15 - act. | D1                | Bayern de Múnic   | 47 | 0 | 14/12/2016  |
|              |                   |                   |    |   |             |
| 2007 - act.  | Selecció absoluta | Selecció absoluta | 69 | 0 | 14/12/2016  |

## Palmarès
| Títols — Seleccions nacionals            |      |      |      |
|                                          |      |      |      |
| Títols — Clubs                           |      |      |      |
| 3 Lligues                                | 2006 | 2007 | 2008 |
| 1 Copa                                   | 2009 |      |      |
| 1 Lliga                                  | 2012 |      |      |
| 2 Lligues                                | 2015 | 2016 |      |
| Reconeixements — Premis                  |      |      |      |
| Millor jugadora de l'any                 | 2013 | 2014 | 2015 |
| Reconeixements — Seleccions de jugadores |      |      |      |
|                                          |      |      |      |